# 59-й Нью-Йоркский пехотный полк
59-й Нью-Йоркский пехотный полк (59th New York Volunteer Infantry Regiment) — представлял собой один из пехотных полков армии Союза во время Гражданской войны в США. Полк был набран в Нью-Йорке осенью 1861 года и принял участие во многих сражениях Потомакской армии от сражения при Энтитеме до сражения при Аппоматтоксе. В ходе сражения при Геттисберге полк участвовал в отражении «атаки Пикетта».

## Формирование
24 июля 1861 года полковник Уильям Тидболл был уполномочен сформировать полк. Роты полка были набраны: роты A, C, D, E, F и K — в основном в Нью-Йорке, рота B — в Нью-Йорке и округах Льюис, Джефферсон и Кингс, рота G в Нью-Йорке и округе Льюс, рота H в Огайо, рота I в Нью-Йорке и Огайо. Роты B, C, D, E, F, G и H представляли собой подразделение «U. S. Vanguard», которое Тидболл начал набирать, но оно так и не было сформировано и в итоге влито в 59-й полк. Первым командиром полка стал полковник Уильям Тидболл, подполковником — Филип Йохимсен и майором — Уильям Нортедж.

## Боевой путь

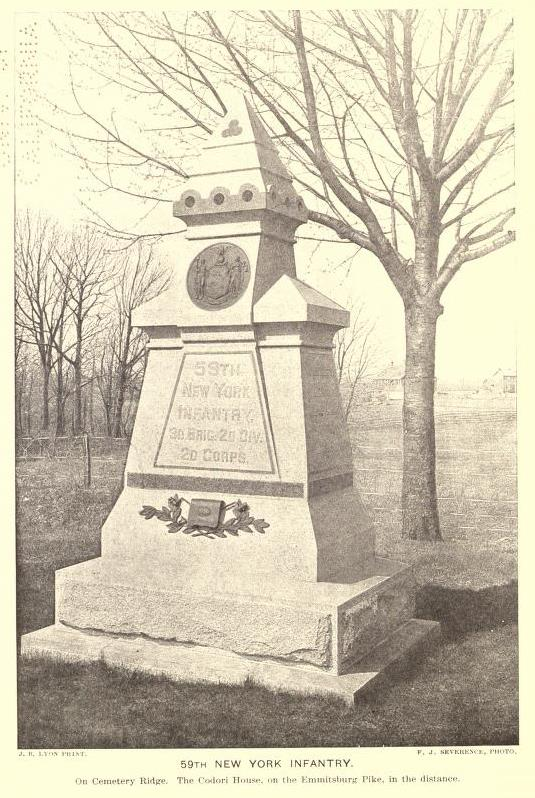
Памятник 59-му под Геттисбергом.

23 ноября 1861 года полк покинул штат и отправился в Вашингтон, где был включён в отряд (бригаду) Уодсворта. В январе 1863 года он был включён во 2-ю бригаду (Уильяма Кейма) дивизии Кейсей. 26 февраля подполковник Йохимсен покинул полк, а 21 марта на его место был назначен капитан Джон Стетсон из 16-го Нью-Йоркского полка.
В мае полк был включён в бригаду Сэмюэла Стёрджиса, а в июне отправлен на Вирджинский полуостров и присоединился к Потомакской армии в Харрисон-Лендинг. В июле он был включён в бригаду Наполеона Дэйна во II корпусе Потомакской армии. 16 августа полк был направлен в форт-Монро, оттуда по воде переброшен в Северную Вирджинию и через Александрию направлен в Сентервилл.
28—31 августа полк стоял в Фэирфаксе, а 2 сентября прикрывал отступление разбитой армии Поупа к Вашингтону. После начала Мэрилендской кампании полк участвовал в наступлении га Фредерик, а 17 сентября был задействован в сражении при Энтитеме. В бою было задействовано 300 рядовых и 21 офицер, из которых 57 рядовых было убито или смертельно ранено, 3 офицера и 131 рядовой ранено и 23 рядовых пропало без вести. В этом сражении полк участвовал в наступлении дивизии Седжвика от Кукурузного поля через Вествут — последнем наступлении на этом участке поля боя.
При Энтитеме был ранен бригадный генерал Дэйн. Командование перешло к полковнику Норману Холлу, который в итоге и остался командиром бригады. К декабрю полк перебросили к Фредериксбергу и 12 декабря во время сражения при Фредериксберге он числился в дивизии Оливера Ховарда и участвовал в наступлении Ховарда на высоты Мари, но наступление длилось недолго, поэтому потери были невелики: полк потерял двух офицеров и 9 рядовых убитыми, 2 офицеров и 30 рядовых ранеными.
3 января 1863 года капитан роты С, Макс Томан, стал майором, а 8 января полковник Тидбалл подал в отставку, поэтому майор Томан получил звание подполковника и возглавил полк, а капитан Парди стал майором. 20 — 24 января полк участвовал в «Грязевом марше».
В апреле 1863 года II корпус участвовал в Чанселорсвиллской кампании и был отправлен на запад от Фредериксберга, но дивизия Гиббона осталась на высотах у Фалмута. 2 мая полк получил приказ перейти Раппаханок и занять Фредериксберг. 3 мая полк не участвовал во втором сражении при Фредериксберге, а 4 мая наблюдал, как солдаты корпуса Седжвика отступают с высот Мари и как высоты занимают южане дивизии Эрли. Полк занял оборону на улицах Фредериксберга. Произошла небольшая перестрелка, но полк не понёс потерь. Утром 5 мая бригада отступила за Раппаханок и вернулась в лагерь у Фалмута.
В июне 1863 года полк участвовал в Геттисбергской кампании. Из-за понесённых потерь его свели в батальон из 4-х рот. Роты G и K были сведены в роту А, роты E и H сведены в роту B; роты B и D влиты в роту C, а роты F и I сведены в роту D.